# Termoreceptor

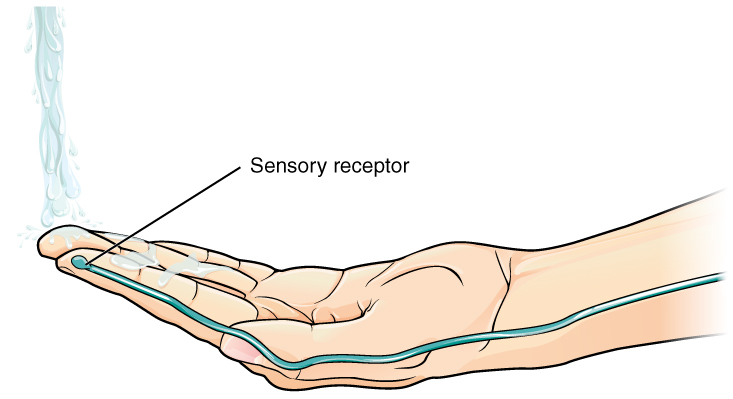
Termoreceptory na skórze dostarczają organizmowi informacji o temperaturze dotykanych substancji

Termoreceptor – receptor odbierający ze informacje o zmianach temperatury krwi (termodetektory) lub skóry (np. ciałka Kraussego, ciałka Ruffiniego) i przekazujący je do ośrodka termoregulacji w podwzgórzu celem dostosowania temperatury ciała do temperatury środowiska (termoregulacja).